# Glaciar Palestrina
El Glaciar Palestrina es un glaciar que se encuentra en la parte norte de la isla Alejandro I, en la Antártida, de 11 millas náuticas (20 km) de largo y 8 millas náuticas (15 km) de ancho, que fluye hacia el oeste desde el campo de nieve de Nichols hasta la bahía de Lazarev. El glaciar fue cartografiado a partir de fotografías aéreas tomadas por la Expedición de Investigación Antártica Ronne (RARE), 1947-1948, por Derek J.H. Searle del British Antarctic Survey en 1960. El Comité de Topónimos Antárticos del Reino Unido le puso su nombre en honor al compositor italiano Giovanni Pierluigi da Palestrina.